# اميجورومي

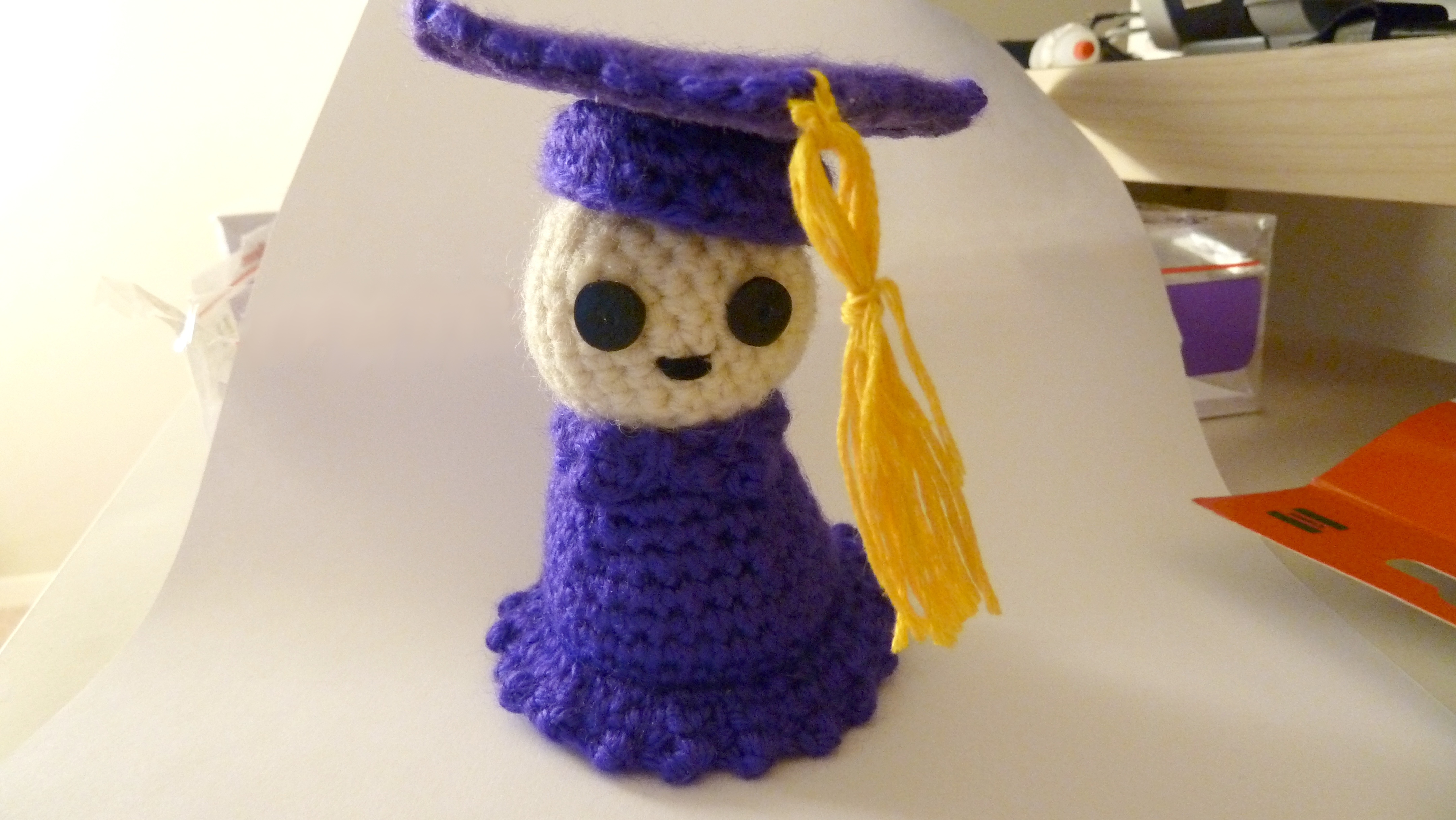

أميغورومي (باليابانية: 編みぐるみ) هو فن التعقيف الياباني في حياكة الدمى على شكل حيوانات مجسمة صغيرة الحجم وحشوها. الكلمة مشتقة من مزج كلمة "امي" ومعناها تعقيف أو حياكة، وكلمة "جورومي" وتعني دمية محشوة.